# Paul Rotha
Paul Rotha, geboren als Paul Thompson, (* 3. Juni 1907 in London; † 7. März 1984 in Wallingford, Vereinigtes Königreich) war ein britischer Filmproduzent, Filmregisseur und Autor, der 1948  für den Dokumentarfilm The World Is Rich für einen Oscar nominiert war.
Rotha war in erster Linie Dokumentarfilmer und machte sich auch als Filmhistoriker und -kritiker einen Namen.

## Lebensweg
Geboren wurde Rotha in London als Paul Thompson. Er studierte an der Highgate School und an der Slade School of Fine Art. Einen Namen machte er sich als Maler, Designer, Dozent und Kunstkritiker, außerdem verfasste er ein seinerzeit bahnbrechendes Buch The Film Till Now (1930), das nach wie vor als Nachschlagewerk auch bei Studenten gilt.
Rotha war ein enger Mitarbeiter von John Grierson, der als Vater des britischen und kanadischen Dokumentarfilms gilt. Grierson war es auch, der Rotha für die GPO Film Unit als Mitarbeiter gewann. Er galt auch als kompetenter Leiter bei Dokumentationen, die sich mit sozialen Fragen auseinandersetzten sowie Themen, die Kriegspropaganda beinhalteten, was er auch in seinen zahlreichen Dokumentarfilmen unter Beweis stellte. Mit dem Nationalökonomen Otto Neurath teilte er das Interesse für die Techniken der visuellen Kommunikation. Die Männer arbeiteten an mehreren Filmen zusammen. In der Produktionseinheit Rothas bei GPO arbeitete auch der Kameramann Wolfgang Suschitzky.
Von 1953 bis 1955 war Rotha bei der BBC als Direktor für Dokumentarfilme tätig und fungierte außerdem als Präsident der New London Film Society. Des Weiteren ist er bekannt als Gründer der Federation of Documentary Film Units und als ehemaliger Vorsitzender der British Film Academy. 1958 war er Mitglied der Jury bei den Internationalen Film Festspielen in Berlin.
Rotha war mit der irischen Schauspielerin Constance Smith verheiratet, die ihn 1961 und 1968 mit einem Messer verletzte.

## Chronologie seiner Arbeit beim Film
Rotha drehte 1931 seinen ersten Dokumentar-Kurzfilm Australian Wines, an den sich in der Folgezeit Dutzende von Dokumentar- und Kurzfilmen über die verschiedensten Themen anschlossen, verwiesen sei insoweit auf Contact (1933), The Face of Britain (1935), World of Plenty (1943), Land of Promise und A City Speaks (beide 1947). Oft trat er in mehreren Funktionen gleichzeitig auf, indem er für den jeweiligen Film als Autor, Regisseur, Produzent und auch Filmeditor die Verantwortung übernahm. Für seinen Film The World Is Rich, in dem er sich mit Hunger und Überschuss in der Zeit nach Kriegsende auseinandersetzt, und die Frage stellt, wie man das vorhandene Ungleichgewicht in der Welt in den Griff bekommen könne, wurde er 1948 für einen Oscar in der Kategorie „Bester Dokumentarfilm“ nominiert. Die Auszeichnung ging jedoch an Sid Rogell, Theron Warth und Richard Fleischer und den Kriegsdokumentarfilm Design for Death.
Für seinen Dokumentarfilm No Resting Place von 1951, für den Rotha als Autor und Regisseur verantwortlich war, wurde er mit einem Goldenen Löwen ausgezeichnet, der Film erhielt außerdem zwei Nominierungen für den BAFTA Award. Er befasst sich mit dem versehentlichen tragischen Tod eines Wildhüters. Im Jahr 1961 entstand der Dokumentarfilm Das Leben von Adolf Hitler. Rotha trat als Autor, Regisseur und Editor auf. Im selben Jahr führte er Regie in dem oscarnominierten Dokumentar-Kurzfilm Cradle of Genius. Das 1962 entstandene niederländische Kriminal-Drama Der Überfall unter Rothas Regie hat das Thema Widerstandskämpfer zum Inhalt. 

## Filmografie (Auswahl)
- 1931: Australian Wines (Dokumentar-Kurzfilm; Regie)
- 1932: The Lodger (Szenario)
- 1933: Contact (Dokumentar-Kurzfilm; Regie)
- 1935: The Face of Britain (Dokumentar-Kurzfilm; Regie)
- 1935: Shipyard (Dokumentar-Kurzfilm; Regie)
- 1936: People of Britain (Kurzfilm; Regie, Editor)
- 1936: Chapter and Verse (Kurzfilm; Produzent)
- 1936: The Way to the Sea (Kurzfilm; Produzent)
- 1937: Eastern Walley (Kurzfilm; Regie)
- 1937: Desert Outpost (Regie)
- 1937: Air Outpost (Dokumentar-Kurzfilm; Produzent)
- 1937: To-Day We Live: A Film of Life in Britain (Dokumentar-Kurzfilm; Produzent)
- 1938: New Worlds for Old (Dokumentar-Kurzfilm; Produzent)
- 1940: The Fourth Estate: A Film of a British Newspaper (Dokumentarfilm; Autor, Regie)
- 1940: Island People (Dokumentar-Kurzfilm, Regie)
- 1941: You’re Telling Me! (Kurzfilm; Produzent)
- 1941: The Battle of the Books (Dokumentar-Kurzfilm; Produzent)
- 1941: Five and Under (Dokumentar-Kurzfilm; Produzent)
- 1941: Defeat Diphtheria (Dokumentar-Kurzfilm; Produzent)
- 1941: Bampton Shows the Way (Dokumentar-Kurzfilm; Co-Produzent)
- 1941: The Countrywomen (Kurzfilm)
- 1942: The Great Harvest (Dokumentar-Kurzfilm; Produzent)
- 1942: Night Shift (Dokumentar-Kurzfilm; Produzent)
- 1942: Life Begins Again (Dokumentar-Kurzfilm; Produzent)
- 1942: Essential Jobs (Kurzfilm; Produzent)
- 1943: World of Plenty (Dokumentar-Kurzfilm; Autor, Regie)
- 1943: Defeat Tuberculosis (Dokumentar-Kurzfilm; Co-Produzent)
- 1943: Worker and Warfront No. 8 (Kurzfilm; Produzent)
- 1944: New Builders (Dokumentar-Kurzfilm; Produzent)
- 1944: Children of the City (Dokumentar-Kurzfilm; Produzent)
- 1945: Britain Can Make It, No. 1 (Kurzfilm; Produzent)
- 1946: Land of Promise (Dokumentarfilm; Regie, Produzent)
- 1946: Total War in Britain (Dokumentar-Kurzfilm; Regie, Produzent)
- 1947: A City Speaks (Dokumentarfilm; Autor, Regie, Produzent)
- 1947: The Balance (Kurzfilm; Regie)
- 1947: History of Writing (Dokumentar-Kurzfilm; Regie)
- 1948: The World Is Rich (Dokumentarfilm; Regie, Produzent)
- 1951: No Resting Place (Autor, Regie)
- 1958: Besuch bei Mr. Scruby (Cat and Mouse; Autor, Regie, Produzent)
- 1961: Das Leben von Adolf Hitler (Life of Adolf Hitler, Dokumentarfilm; Regie, Autor, Editor)
- 1961: Cradle of Genius (Dokumentar-Kurzfilm; Regie)
- 1962: Der Überfall (De Overval; Autor, Regie)

## Auszeichnungen/Nominierungen
- 1948: Oscarnominierung für The World Is Rich.
Der Film erhielt den Sonderpreis bei den BAFTA Awards 1948, zu dieser Zeit noch British Film Awards.
- 1951: Internationale Filmfestspiele von Venedig, nominiert für den Filmpreis Goldener Löwe für No Resting Place